# Залом (Голеньовський повіт)
Залом (пол. Załom, нім. Arnimswalde) — село в Польщі, у гміні Ґоленюв Голеньовського повіту Західнопоморського воєводства.
Населення — 1042 особи (2011).
У 1975-1998 роках село належало до Щецинського воєводства.

## Демографія
Демографічна структура станом на 31 березня 2011 року:
|          | Загалом | Допрацездатний вік | Працездатний вік | Постпрацездатний вік |
| -------- | ------- | ------------------ | ---------------- | -------------------- |
| Чоловіки | 518     | 131                | 374              | 13                   |
| Жінки    | 524     | 127                | 356              | 41                   |
| Разом    | 1042    | 258                | 730              | 54                   |